# Serra de la Llacuna
La Serra de la Llacuna és una serra situada al municipi de la Llacuna (Anoia), amb una elevació màxima de 844 metres.